# ISO 13406-2
ISO 13406-2 — стандарт ISO на визуальную эргономику ЖК-дисплеев. Полное название «Ergonomic requirements for work with visual displays based on flat panels — Part 2: Ergonomic requirements for flat panel displays». Известен потребителям
как стандарт на Битые пиксели.
Эта часть стандарта ISO 13406 включает требования и рекомендации, характеризуемые чёткостью, удобством и приемлемостью при использовании цветных дисплеев, основываясь на эргономических исследованиях, описанных в ISO 9241-8, и дополняя их с учётом преимуществ и компромиссов плоских панелей.
На данный момент стандарт ISO 13406-2:2001 устарел и был полностью заменен стандартами ISO 9241-302, 303, 305 и 307:2008.

## Дефектные пиксели
Стандарт различает 4 класса качества ЖК-дисплеев, для каждого из которых допускается определённое количество неработающих пикселей из миллиона:
- Класс 1: 0 дефектных пикселей на миллион.
- Класс 2: до 2 дефектов типа 1 и 2 или до 5 дефектов типа 3 на миллион.
- Класс 3: до 5 дефектных пикселей типа 1; до 15 — типа 2; до 50 дефектных субпикселей на миллион.
- Класс 4: до 150 битых пикселей на миллион.

Среди массово выпускаемых ЖК-панелей практически нет продукции 4-го класса.
В стандарте определено 4 типа дефектных пикселей:
- Тип 1: постоянно горящие пиксели.
- Тип 2: постоянно не горящие пиксели.
- Тип 3: пиксели с другими дефектами, включая дефекты субпикселей (ячеек RGB, составляющих пиксель), то есть постоянно горящие красные, зелёные или синие субпиксели.
- Тип 4 (группа дефектных пикселей): несколько дефектных пикселей в квадрате 5 x 5 пикселей.